# 33-as busz (Budapest)
A budapesti 33-as jelzésű autóbusz a Móricz Zsigmond körtér metróállomás és Nagytétény-Diósd vasútállomás között közlekedik. A viszonylatot az ArrivaBus üzemelteti.
33-as járatcsalád
33: Móricz Zsigmond körtér – Nagytétény-Diósd vasútállomás
33A: Móricz Zsigmond körtér → Építész utca
133E: Újpalota, Nyírpalota út – Nagytétény, ipartelep

## Története
- megszűnt viszonylatok:
- aktív viszonylatok:

A BKV 2008-as paraméterkönyvének egyik alappillérét képezte, hogy elkerüljék az autóbuszok villamosokkal és trolibuszjáratokkal való számütközését, emiatt szeptember 6-án a 3-as buszcsalád viszonylatait 33-as, 33A és 33E jelzésekkel látták el. A betétjárat 2009. június 5-én megszűnt, helyette minden busz 33-as jelzéssel a Chinoin végállomásig közlekedett.
2013. június 1-jén átszervezték a 7-es és a 33-as buszcsaládot, azóta egyik menete sem tér be a Harbor Parkhoz. A 33E közlekedését ekkor a 133E váltotta fel, ami a Móricz Zsigmond körtér helyett a Budafoki út – Erzsébet híd – Rákóczi út – Thököly út útvonalon – a 233E gyorsjárattal együtt – a Bosnyák térig meghosszabbítva közlekedett.
2013. augusztus 3-ától a Móricz Zsigmond körteret újra az Október huszonharmadika utca – Fehérvári út útvonalon éri el.
2015. április 1-jén megszűnt a Budafoki út 215. nevű megállóhely.
2015. július 12-én vízcsőtörés miatt a Fonyód utca és a Lépcsős utca között a 6-os főúton közlekedett, a budafoki szakaszon 33B jelzéssel betétjárata közlekedett a Nagytétényi út – Promontor utca – Pannónia utca – Tóth József utca – Mária Terézia utca útvonalon.
2018. június 30-ától hétvégente és ünnepnapokon az autóbuszokra kizárólag az első ajtón lehet felszállni, ahol a járművezető ellenőrzi az utazási jogosultságot.
2023. február 18-án a 13-as és a 33-as buszcsalád átalakításával útvonala módosult, betér a Savoya Parkhoz, továbbá a nagytétényi ipartelep helyett Nagytétény-Diósd vasútállomáshoz közlekedik. A kieső külső szakaszon a továbbiakban 133E viszonylat pótolja. A 33-as sűrítése céljából munkanapokon reggel 33A betétjárat indult a Móricz Zsigmond körtértől az Építész utca megállóhelyig, valamint a délutáni csúcsban 33-as jelzéssel csonkamenetek közlekednek a Kondorosi úttól a Móricz Zsigmond körtérig. A 33A járattal közel azonos útvonalon korábban a 10A jelzésű busz közlekedett.

## Járművek

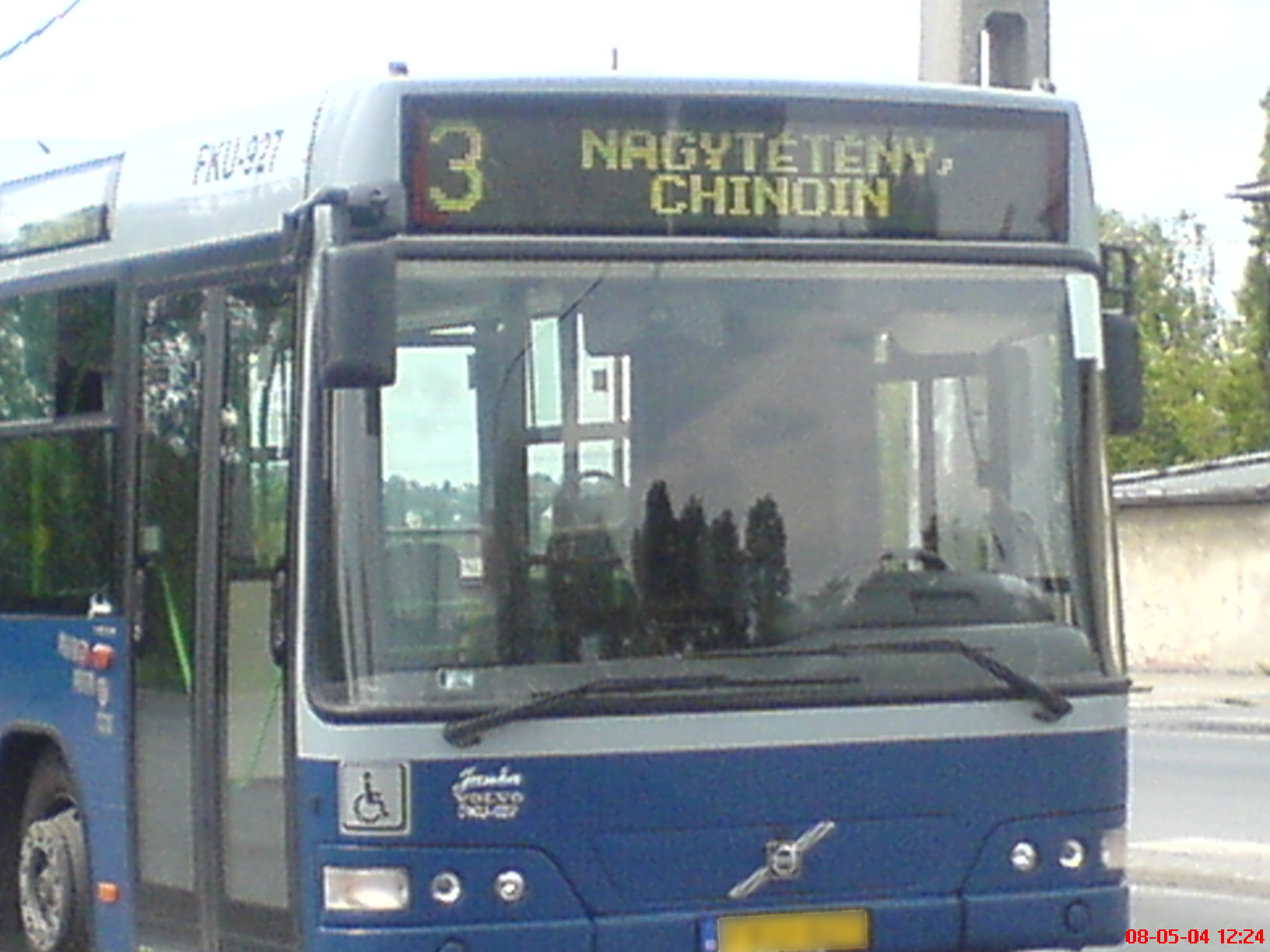
Korábban 3-as jelzéssel közlekedett

A vonalon csuklós autóbuszok jártak. A 2008-as paraméterkönyv bevezetése után hétköznap 10 magas padlós (Ikarus 280 és Ikarus 435), valamint 7 darab akadálymentes (Volvo 7700A) busz közlekedett, míg hétvégén csak 2 magas padlós (mind Ikarus 435), de 10 darab akadálymentes (Volvo 7700A) busz járt a vonalon. A járműveket a BKV kelenföldi telephelye adta ki forgalomba. 2013. májusától Mercedes-Benz Citaro G csuklós buszok is járnak a vonalon.
Jelenleg MAN Lion’s City A21 típusjelzésű járművek közlekednek a vonalon, amelyeket az ArrivaBus Kft. üzemeltet.

## Útvonala
| Nagytétény-Diósd vasútállomás felé |
| Móricz Zsigmond körtér vá. – Karinthy Frigyes út – Budafoki út – Hunyadi János út – Feltáró út – Fehérvári út – Kitérő út – felüljáró – Leányka utca – Kossuth Lajos utca – Nagytétényi út – Növény utca – Nagytétényi út – forduló – Nagytétényi út – Angeli utca – Rakodó utca – Nagytétény-Diósd vasútállomás vá.                         |
| Móricz Zsigmond körtér felé |
| Nagytétény-Diósd vasútállomás vá. – Rakodó utca – Angeli utca – Nagytétényi út – forduló – Nagytétényi út – Növény utca – Nagytétényi út – Mária Terézia utca – Leányka utca – felüljáró – Kitérő út – Fehérvári út – Feltáró út – Hunyadi János út – Budafoki út – Október huszonharmadika utca – Fehérvári út – Móricz Zsigmond körtér vá. |

## Megállóhelyei
Az átszállási kapcsolatok között az azonos útvonalon, de csak az Építész utcáig közlekedő 33A busz nincs feltüntetve.
| 0  | Móricz Zsigmond körtér M végállomás         | 41 | 11 | 7, 27, 58, 114, 213, 214, 240 6, 17, 19, 41, 47, 48, 49, 56, 56A, 61 |
| 1  | Budafoki út / Karinthy Frigyes út           | ∫  | ∫ | 107, 133E 6 |
| ∫  | Újbuda-központ M                            | 40 | 10 | 53, 58, 150, 150B, 153, 154, 212, 212A, 212B 4, 17, 41, 47, 48, 56 1172, 1173, 1174, 1175, 1176, 1177, 1183, 1184, 1185, 1188, 1189, 1190, 1193, 1194, 1201, 1205, 1212, 1215, 1216, 1229, 1251, 1253, 1254, 1257, 1268 |
| 2  | Budafoki út / Szerémi sor                   | 38 | 8 | 107, 133E, 153, 154, 212, 212A, 212B 4 |
| 4  | Budafoki út / Dombóvári út                  | 36 | 6 | 107, 133E, 154 1 |
| 5  | Kelenföldi Erőmű                            | 34 | 4 | 133E 705 1120, 1121, 1125, 1131, 1134 |
| 7  | Hengermalom út                              | 32 | 2 | 133E |
| 9  | Galvani utca                                | 31 | 1 | |
| 10 | Lőportorony utca                            | 30 | 0 | |
| 11 | Kondorosi út vonalközi végállomás (↑)       | 30 | 0 | |
| 12 | Építész utca                                | 29 | | 133E |
| 13 | Vegyész utca                                | 28 | | |
| 16 | Savoya Park                                 | 25 | 17, 48 141, 158, 250, 251 | |
| 18 | Leányka utcai lakótelep                     | 22 | 58, 114, 133E, 141, 158, 213, 214, 250, 251 47, 56                                                                                 | |
| 19 | Savoyai Jenő tér                            | 21 | 58, 114, 133E, 141, 158, 213, 214, 250, 250B, 251, 251A, 251E 47, 56                                                               | |
| 20 | Városház tér                                | 20 | 58, 114, 133E, 141, 158, 213, 214, 250, 250B, 251, 251A, 251E 47, 56 S30 G30 S34 S35 S36 S40 S42 G43 G44 (Budafok megállóhely) P+R | |
| 21 | Tóth József utca                            | 19 | 58, 114, 141, 158, 213, 214, 250, 250B                                                                                             | |
| 22 | Vágóhíd utca                                | 17 | 114, 213, 214 | |
| 23 | Háros vasútállomás                          | 16 | 114, 133E, 213, 214 S40 S42 P+R | |
| 24 | Háros utca                                  | 14 | 114, 133E, 213, 214 | |
| 26 | Jókai Mór utca                              | 13 | 114, 133E, 138, 150, 150B, 213, 214                                                                                                | |
| 27 | Lépcsős utca                                | 12 | 114, 133E, 138, 150, 150B, 213, 214 705 1120                                                                                       | |
| 28 | Budatétény vasútállomás (Növény utca)       | 10 | 13, 13A, 88, 101E, 113, 113A, 114, 133E, 213, 214, 287 700 S40 S42 G43 G44 (Budatétény megállóhely)                                | |
| 30 | Dózsa György út                             | 8  | 133E 700 | |
| 31 | Tenkes utca                                 | 7  | 133E 700 | |
| 32 | Bartók Béla út                              | 6  | 133E 700 | |
| 33 | Petőfi Sándor utca (Kastélymúzeum)          | 5  | 133E 700 S30 G30 S34 S35 S36 G43 (Kastélypark megállóhely)                                                                         | |
| 34 | Szabadság utca                              | 4  | 133E | |
| 35 | Angeli utca / Nagytétényi út                | 3  | 13, 113, 113A, 133E 700 | |
| 36 | Nagytétényi temető                          | 2  | 13, 113, 113A | |
| 37 | Nagytétény-Diósd vasútállomás (Angeli utca) | 1  | 13, 113, 113A | |
| 38 | Nagytétény-Diósd vasútállomás végállomás    | 0  | 13 S40 S42 | |